# Калонже, Франсиско де
Франсиско де Диего Калонже (исп. Francisco de Diego Calonge; 26 января 1938 — 5 ноября 2019) — испанский миколог, директор Мадридского Королевского ботанического сада.

## Биография
Родился 26 января 1938 года в городе Чинчоне. Учился в Мадридском университете Комплутенсе, защитил диссертацию по фитопатологии. С 1965 года — в Бристольском университете, где занимался исследованием ультраструктурных особенностей паразитических грибов.
В 1968 году вернулся в Мадрид, став сотрудником Королевского ботанического сада. С 1979 по 1984 год руководил Ботаническим садом в должности директора, в 1981 году Ботанический сад был открыт для публики. С 1982 года — в звании профессора-исследователя.
Основатель Микологического общества Мадрида, с 1973 года организовал микологические выставки. Автор ряда популярных определителей грибов Испании.
Занимался изучением грибов Испании, а также других регионов — других частей Европы, Мадейры, Мексики, Центральной и Южной Америки, подготовил ряд работ по грибам Индии, Камеруна, Танзании. Значительная часть публикаций Калонже посвящена гастеромицетам.
Скончался 5 ноября 2019 года.

## Некоторые публикации
- Calonge F. D. Gasteromycetes I. Lycoperdales, Nidulariales, Phallales, Sclerodermatales, Tulostomatales. — 1998. — 272 p. — (Flora Mycologica Iberica. Vol. 3).
- Calonge F. D. Guía de bolsillo para el buscador de setas. — 2009. — 158 p. — ISBN 84-8476-375-7.

## Роды грибов, названные именем Ф. Калонже
- Calongea Healy et al., 2009
- Calongeomyces D.Hawksw. & Etayo, 2011